# Георг (великий герцог Мекленбург-Штреліцу)
Георг (нім. Georg; 12 серпня 1779 — 6 вересня 1860) — правитель Великого герцогства Мекленбург-Штреліцького з 1816 року до своєї смерті.

## Ранні роки
Герцог Георг Фрідріх Карл Йозеф народився в Ганновері восьмою дитиною Карла II, великого герцога Мекленбург-Штреліцького, та його першої дружини, принцеси Фредеріки Гессен-Дармштадтської. Після смерті матері у 1782 році, його батько одружився з її сестрою Шарлоттою два роки потому, у 1784 році, і родина переїхала з Ганновера до Дармштадта. Георг залишався в Дармштадті до 1794 року, коли його батько успадкував титул правлячого герцога Мекленбург-Штреліцького, і Георг супроводжував батька до Нойштреліца.

## Діяльність
Невдовзі після прибуття до Нойштреліца, Георг вступив до Ростоцького університету, де навчався до 1799 року. Після закінчення університету Георг вирушив до Берліна, де проживав при прусському дворі. Сестра Георга, Луїза, була одружена з прусським королем Фрідріхом Вільгельмом III. У 1802 році він поїхав до Італії, де жив до 1804 року. Потім він повернувся до Німеччини та оселився в Дармштадті.
Після битви під Єною та Ауерштедтом у 1806 році Георг вирушив до Парижа, де вів переговори про вступ Мекленбург-Штреліца до Рейнського союзу. Він також брав участь у Віденському конгресі 1814 року, де Мекленбург-Штреліц отримав статус великого герцогства.

## Великий герцог
Коли Георг успадкував владу від свого батька 6 листопада 1816 року, він застав велике герцогство у скрутному стані. Він розпочав піднесення рівня освіти своїх підданих шляхом будівництва шкіл. До кінця його правління більшість його підданих вміли читати та писати. Він також покращив сільське господарство у великому герцогстві та скасував кріпацтво.
12 серпня 1817 року в Касселі Георг одружився з принцесою Марією Гессен-Кассельською, дочкою принца Фрідріха Гессен-Кассельського та його дружини, принцеси Кароліни Нассау-Узінгенської. У шлюбі народилося четверо дітей.
Георг помер 6 вересня 1860 року в Нойштреліці, і його наступником став його старший син Фрідріх Вільгельм.

## Родина
Дружина — Марія Гессен-Кассельська (1796—1880), дочка Фрідріха, ландграфа Гессен-Кассельського та Кароліни Нассау-Узінгенської
Діти:
- Луїза Мекленбург-Штреліцька (1818—1842)
- Фрідріх Вільгельм (1819—1904) — великий герцог Мекленбург-Штреліцький, одружився з принцесою Августою Кембриджською
- Кароліна Мекленбург-Штреліцька (1821—1876) — дружина Фредеріка VII, короля Данії
- Георг Август Мекленбург-Штреліцький (1824—1876) — одружений з великою княгинею Катериною Михайлівною Романовою.